# دموکراسی (فیلم)
«دموکراسی» (انگلیسی: Democracy (film)) یک فیلم به کارگردانی سیدنی مورگان است که در سال ۱۹۱۸ منتشر شد.